# Hugues d'Ibelin (mort en 1254)
Pour les articles homonymes, voir Hugues d'Ibelin.
Hugues d'Ibelin, mort en 1254, fut un seigneur de Beyrouth (1247-1254) et un prince titulaire de Galilée par mariage (1252-1254).
Il était fils de Balian d'Ibelin, seigneur de Beyrouth, et d'Echive de Montbéliard.
Il épousa Marie de Montbéliard, fille d'Eudes de Montbéliard, bailli et connétable du royaume de Jérusalem, et de son épouse Echive de Saint-Omer, princesse de Galilée et de Tibériade, mais n'eut pas d'enfant.